# Gjon Shllaku
Gjon Shllaku OFM (ur. 27 lipca 1907 w Szkodrze, zm. 4 marca 1946 tamże) – albański franciszkanin, więzień sumienia, błogosławiony Kościoła katolickiego.

## Życiorys
Syn Loro i Marii (z d. Ashta). Uczył się w Szkodrze w liceum Illyricum, prowadzonym przez zakon Franciszkanów. 4 października 1922 rozpoczął nowicjat. Przyjął zakonne imię Gjon. 15 marca 1931 został wyświęcony na księdza. Studiował początkowo w belgijskim Leuven, a następnie w Holandii. Studia z zakresu filozofii ukończył na Uniwersytecie Paryskim, gdzie w 1937 obronił pracę doktorską poświęconą koncepcji filozoficznej Giovanni Gentile. Po powrocie do Albanii uczył filozofii w liceum Illiricum i tłumaczył na język albański literaturę francuską. W styczniu 1945 został aresztowany w czasie prowadzenia zajęć dydaktycznych przez funkcjonariuszy Departamentu Obrony Ludu. Oskarżano go o współtworzenie wraz z grupą uczniów katolickiej organizacji antykomunistycznej. Wraz z grupą duchownych został rozstrzelany 4 marca 1946 pod murem cmentarza katolickiego Rrmajt w Szkodrze.
Shllaku znalazł się w gronie 38 Albańczyków, którzy 5 listopada 2016 w Szkodrze zostali ogłoszeni błogosławionymi. Beatyfikacja duchownych, którzy zginęli „in odium fidei” została zaaprobowana przez papieża Franciszka 26 kwietnia 2016.